# 谷村政樹
谷村 政樹（たにむら まさき）は、フジテレビ編成制作局ドラマ・映画制作部所属のディレクター。

## 人物・略歴
大阪府生まれ。神戸大学経営学部卒業後、朝日放送に入社。深夜ドラマで監督デビュー後、数々のドラマを演出。2006年フジテレビ移籍。フジテレビ移籍後、ドラマ制作センターに所属のテレビドラマ演出家、「ライフ」で臨場感とスピード感のある演出が評価され第54回ザテレビジョンドラマアカデミー賞監督賞受賞。2018年頃から2022年頃まで制作センター第2制作室としてバラエティ番組のディレクター担当となる。2022年6月28日付でドラマ制作センター所属。

## 主な作品

### 朝日放送

#### テレビドラマ
- 部長刑事
  - 新・部長刑事アーバンポリス24（演出補⇒演出）
  - シンマイ。（2001年）
- 家族団乱「REC」（1998年）
- 女と男と物語（2003年）
- 17才夏。（2003年）
- 人が殺意を抱くとき（2004年）
- 11通の…出せなかったラブレター（2005年）
- 夢縁坂骨董店（2005年、演出、プロデュース）

#### バラエティ
- 七人のサムライ J家の反乱（ドラマ演出担当）
- 秋色カナダ大自然紀行
- トータス松本「魂の歌inニューヨーク」（総合演出）
- べリグ！
- パフォーマーin小劇場
- にこいち 〜スーパースター友情列伝〜（総合演出、2004年～2005年）
- ナンバ壱番館（ディレクター担当）
- M-1グランプリ（ディレクター担当、2003年～2004年）

### フジテレビ

#### テレビドラマ
- 小早川伸木の恋（2006年）
- 不信のとき〜ウーマン・ウォーズ〜（2006年）
- のだめカンタービレ（2006年）
- 東京タワー 〜オカンとボクと、時々、オトン〜（2007年）
- ライフ〜壮絶なイジメと闘う少女の物語（2007年、初のメイン演出作品）
- ハチミツとクローバー（2008年）
- 太陽と海の教室（2008年）
- ありふれた奇跡（2009年）
- オトメン（乙男）（2009年）
- 電撃婚 Perfume of love（2010年8月、BeeTV）
- 愛はみえる〜全盲夫婦に宿った小さな命（2010年9月3日）
- 全開ガール（2011年）
- 彼は、妹の恋人（2011年12月、BeeTV）
- 最後から二番目の恋（2012年）
- シニカレ（2012年、nottv）
- 私と彼とおしゃべりクルマ（2012年、9月）
- ラストホープ（2013年）
- 海の上の診療所（2013年）
- ビター・ブラッド（2014年）
- ようこそ、わが家へ（2015年）
- 5→9〜私に恋したお坊さん〜（2015年）
- カインとアベル（2016年）
- ROAD TO EDEN（2017、FOD）
- 女神の教室〜リーガル青春白書〜（2023年）
- いちばんすきな花（2023年）
- 婚活1000本ノック（2024年）
- 366日（2024年）
- 日本一の最低男（2025年）

#### バラエティ
- 痛快TV スカッとジャパン（2018年）
- キスマイ超BUSAIKU!?（2018年）
- ネタパレ（2019年）
- 上田晋也の芸人トーク検定（2021年）